# Bittium subplanatum
Bittium subplanatum är en snäckart som beskrevs av Bartsch 1911. Bittium subplanatum ingår i släktet Bittium och familjen Cerithiidae. Inga underarter finns listade i Catalogue of Life.